# 民主乡 (中江县)
民主乡，是中华人民共和国四川省德阳市中江县曾经下辖的一个乡。2019年12月，撤销民主乡，将其所属行政区域划归继光镇管辖。

## 行政区划
民主乡撤销前下辖以下地区：
正新社区、铁佛村、新田村、银杉村、响滩村、幸福村、长城村、旗山村、桂花村和共同村。